# Espinas
Espinas é uma comuna francesa na região administrativa de Occitânia, no departamento de Tarn-et-Garonne. Estende-se por uma área de 16,15 km². Em 2010 a comuna tinha 177 habitantes (densidade: 11 hab./km²).